# Хуго фон Фюрстенберг-Филинген
Хуго фон Фюрстенберг-Филинген (на немски: Hugo von Furstenberg-Villingen; † 24 май 1371/1373) е граф на Фюрстенберг-Филинген в Баден-Вюртемберг, господар в Хазлах и Цинделшайн (част от Донауешинген).

## Произход и наследство
Той е вторият син на граф Готфрид фон Фюрстенберг-Филинген († 1341) и съпругата му Анна фон Монфор († 1373), дъщеря на граф Хуго IV фон Монфор-Фелдкирх († 1310) и Анна фон Феринген († сл. 1320). Брат е на Хайнрих V фон Фюрстенберг-Филинген († 1355/1358) и Йохан III фон Фюрстенберг-Филинген († 1358/1365).
Фюрстенбергите получават през 1283 г. Филинген от император Рудолф фон Хабсбург. През 1326 г. Филинген е продаден на Австрия.

## Фамилия
Хуго фон Фюрстенберг-Филинген се жени пр. 1343 г. за Аделхайд фон Кренкинген († 1357/15 юли 1359), дъщеря на Луитолд II фон Кренкинген († 1360), майор на Цюрих, и Аделхайд фон Юзенберг († 1353). Те имат две деца:
- Йохан III фон Фюрстенберг-Хаслах († 9 юли 1386, битката при Земпах), последният граф на Фюрстенберг-Хаслах, женен за Анна фон Тирщайн († ок. 7 ноември 1382), дъщеря на граф Валрам IV фон Тирщайн († 9 юли 1386, битката при Земпах) и Аделхайд фон Баден († 1370/1373)
- Аделхайд фон Фюрстенберг (* ок. 1356, Хазлах; † 19 март 1413), наследничка на Бройнлинген, омъжена пр. 12 януари 1377 г. за граф Фридрих XI фон Хоенцолерн (* ок. 1346; † 26 ноември 1401); родители на Фридрих III фон Цолерн († 1436), епископ на Констанц

Хуго фон Фюрстенберг има извънбрачен син:
- Йохан IV († 1386), свещеник в Херболцхайм 1363 г.